# Veronika Zvařičová
Veronika Zvařičová (* 8. prosince 1988 Krnov) je bývalá česká biatlonistka. Je juniorskou mistryní světa ve štafetovém závodu z Canmore 2009.

## Osobní život
Pochází ze Starého Města u Bruntálu, začala s lyžováním ve sportovní třídě ZŠ a později s biatlonem v nedaleké Břidličné. Se studiem na střední škole se přesunula do Jilemnice za lepšími sportovními podmínkami. V jednom ze svých prvních rozhovorů, který poskytla jí novinář položil otázku, Jakou a kde konečně plánujete dovolenou? Její odpověď zněla: „Jé, to já bych chtěla někam k moři, písčitá pláž a od všech daleko“"
Jejím trenérem byl Jindřich Šikola. Dříve spolupracovala s Milanem Janouškem nebo Lenkou Faltusovou.

## Sportovní kariéra
Talentovaná biatlonistka se do reprezentace vyšvihla po boku své spolužačky z gymnázia Veroniky Vítkové. Na Mistrovství světa juniorů 2009 v kanadském Canmore vybojovala zlatou medaili ve štafetě. Formu si přenesla na další závod seniorského Mistrovství světa v jihokorejském Pchjongčchangu, kde se umístila na 22. místě ve sprintu.
Nadějná sezóna 2008/09 jí zajistila místo na Zimních olympijských hrách ve Vancouveru 2010, kde trenér ženské reprezentace upřednostnil mladí na úkor zkušenosti. Ve sprintu obsadila 71. místo a do stíhacího závodu se neprobojovala.
Již v olympijské sezóně se mezi seniorkami příliš neprosazovala. Důvody, proč se na rozdíl od svých kolegyň z juniorské zlaté štafety neprosadila, bylo kromě zdravotních problémů (angíny, nachlazení, rýma) i rodinné zázemí. Veronika Vítková i Gabriela Soukalová měly silnou podporu od rodiny, kde se sportu věnuje prakticky každý člen. U Zvařičové toto nebylo. Trénovala 200 km od domova, nucená se starat o sebe již od puberty. Během olympijských her ve Vancouveru chodila s rakouským biatlonistou Dominikem Landertingerem.
Největšícho úspěchu v seniorském věku dosáhla v sezóně 2012/13, kdy dovezla po skoro 15 letech českou ženskou štafetu na medailovém umístěním ve Světovém poháru.
Na Mistrovství Evropy 2013 v bulharském Bansku získala stříbrnou medaili ve štafetě (složení Jitka Landová, Lea Johanidesová, Eva Puskarčíková a Veronika Zvařičová).
V květnu 2013, při přípravě reprezentačního týmu v biatlonovém areálu v Jablonci-Břízkách, sjížděla Veronika Zvařičová v plné rychlosti na kolečkových lyžích klesání a bočně se střetla s projíždějícím osobním autem, přičemž utrpěla těžká zranění. Znovu se objevila v IBU Cupu v sezóně 2014/2015, kdy dosáhla průměrných výsledků. V sezóně 2015/2016 si ovšem výsledkově značně pohoršila a během přípravy na další ročník byla pro špatnou výkonnost vyřazena z reprezentace, takže si musela prostředky na přípravu shánět sama. Někteří fanoušci ji podpořili i finančně, takže se mohla připravovat v zahraničí. Po návratu do reprezentace a do IBU Cupu dojížděla pravidelně na bodovaných příčkách.
Na začátku sezóny 2017/18 si ve sprintu v norském Sjusjøenu vyjela 4. místo. I díky tomuto výsledku ji trenéři přesunuli do A týmu, se kterým se představila v prosinci 2017 na mítinku Světového poháru v rakouském Hochfilzenu. Zúčastnila se i následujících podniků SP. Na ZOH 2018 v Pchjongčchangu odjela jako náhradnice a do závodů nenastoupila. Po sezóně 2017/2018 ukončila kariéru, naposledy startovala na republikovém šampionátu v Jablonci nad Nisou.

## Výsledky

### Olympijské hry a mistrovství světa
| Sezóna  | D   | Místo           | SP             | SZ             | HZ             | IZ             | ŠT             | SŠT            | Věk    |
| ------- | --- | --------------- | -------------- | -------------- | -------------- | -------------- | -------------- | -------------- | ------ |
| 2008/09 | MS  | Pchjongčchang   | 22.            | 36.            | –              | –              | 12.            | –              | 20 let |
| 2009/10 | ZOH | Vancouver       | 71.            | –              | –              | –              | –              | –              | 21 let |
| 2010/11 | MS  | Chanty–Mansijsk | neúčastnila se | neúčastnila se | neúčastnila se | neúčastnila se | neúčastnila se | neúčastnila se | –      |
| 2011/12 | MS  | Ruhpolding      | 70.            | –              | –              | 52.            | 10.            | –              | 23 let |

Poznámka: Výsledky z mistrovství světa se započítávají do celkového hodnocení světového poháru, výsledky z olympijských her se dříve započítávaly, od olympijských her v Soči se nezapočítávají.

### Světový pohár
| Sezóna   | ČSP              | Místo            | SP            | SZ  | HZ | IZ  | ŠT  | SŠT | STŘ  | Věk  |
| -------- | ---------------- | ---------------- | ------------- | --- | -- | --- | --- | --- | ---- | ---- |
| 2008/09  | 4.               | Oberhof          | 77.           | –   | –  | –   | 8.  | –   | –    | 20.1 |
| 2008/09  | celkové umístění | celkové umístění | 75.           | 75. | –  | –   | 10. | –   | 75 % |      |
| 2008/09  | celkové umístění | celkové umístění | 24 bodů (79.) |     |    |     | 10. | –   | 75 % |      |
| 2009/10  | 1.               | Östersund        | 70.           | –   | –  | 94. | 13. | –   | –    | 22.0 |
| 2009/10  | 2.               | Hochfilzen       | 48.           | –   | –  | –   | 12. | –   | –    | 21.0 |
| 2009/10  | 3.               | Pokljuka         | 101.          | –   | –  | 93. | –   | –   | –    | 21.0 |
| 2009/10  | 5.               | Ruhpolding       | 72.           | –   | –  | –   | –   | –   | –    | 21.1 |
| 2009/10  | 6.               | Anterselva       | 92.           | –   | –  | 64. | –   | –   | –    | 21.1 |
| 2009/10' | celkové umístění | celkové umístění | nkl           | –   | –  | nkl | 11. | –   | 78 % |      |
| 2009/10' | celkové umístění | celkové umístění | 0 bodů (nkl)  |     |    |     | 11. | –   | 78 % |      |
| 2010/11  | 1.               | Östersund        | 76.           | –   | –  | 81. | –   | –   | –    | 22.0 |
| 2010/11  | 2.               | Hochfilzen       | 85.           | –   | –  | –   | 13. | –   | –    | 22.0 |
| 2010/11  | 3.               | Pokljuka         | 88.           | –   | –  | 76. | –   | –   | –    | 22.0 |
| 2010/11  | 6.               | Anterselva       | 59.           | –   | –  | –   | 16. | –   | –    | 22.1 |
| 2010/11  | celkové umístění | celkové umístění | nkl           | –   | –  | nkl | 12. | –   | 82 % |      |
| 2010/11  | celkové umístění | celkové umístění | 0 bodů (nkl)  |     |    |     | 12. | –   | 82 % |      |
| 2011/12  | 1.               | Östersund        | 94.           | –   | –  | 76. | –   | –   | –    | 22.0 |
| 2011/12  | 3.               | Hochfilzen       | 74.           | –   | –  | –   | –   | –   | –    | 23.0 |
| 2011/12  | 8.               | Kontiolahti      | 68.           | –   | –  | –   | –   | lap | –    | 23.1 |
| 2011/12  | celkové umístění | celkové umístění | nkl           | –   | –  | nkl | –   | –   | 67 % |      |
| 2011/12  | celkové umístění | celkové umístění | 0 bodů (nkl)  |     |    |     | –   | –   | 67 % |      |
| 2012/13  | 1.               | Östersund        | 34.           | 54. | –  | 73. | –   | –   | –    | 23.9 |
| 2012/13  | 2.               | Hochfilzen       | 70.           | –   | –  | –   | 10. | –   | –    | 24.0 |
| 2012/13  | 3.               | Pokljuka         | 78.           | –   | –  | –   | –   | –   | –    | 24.0 |
| 2012/13  | 4.               | Oberhof          | 66.           | –   | –  | –   | 11. | –   | –    | 24.1 |
| 2012/13  | 5.               | Ruhpolding       | 48.           | –   | –  | –   | 3.  | –   | –    | 24.1 |
| 2012/13  | 6.               | Anterselva       | 83.           | –   | –  | –   | lap | –   | –    | 24.1 |
| 2012/13  | celkové umístění | celkové umístění | 80.           | nkl | –  | nkl | 9.  | –   | 78 % |      |
| 2012/13  | celkové umístění | celkové umístění | 7 bodů (92.)  |     |    |     | 9.  | –   | 78 % |      |

Sezóna 2017/18
| ČSP              | Místo            | SP              | SZ              | HZ              | IZ              | ŠT              | SŠT             | SZD             | STŘ             |
| ---------------- | ---------------- | --------------- | --------------- | --------------- | --------------- | --------------- | --------------- | --------------- | --------------- |
| 1.               | Östersund        | nestartovala    | nestartovala    | nestartovala    | nestartovala    | nestartovala    | nestartovala    | nestartovala    | nestartovala    |
| 2.               | Hochfilzen       | 84.             | –               | –               | –               | –               | –               | –               |                 |
| 3.               | Annecy           | 69.             | –               | –               | –               | –               | –               | –               |                 |
| 4.               | Oberhof          | 88.             | –               | –               | –               | –               | –               | –               |                 |
| 5.               | Ruhpolding       | –               | –               | –               | 32.             | –               | –               | –               |                 |
| 6.               | Anterselva       | 71.             | –               | –               | –               | –               | –               | –               |                 |
| 7.               | Kontiolahti      | 87.             | –               | –               | –               | –               | –               | –               |                 |
| 8.               | Holmenkollen     | 88.             | –               | –               | –               | –               | –               | –               |                 |
| 9.               | Ťumeň            | nezúčastnila se | nezúčastnila se | nezúčastnila se | nezúčastnila se | nezúčastnila se | nezúčastnila se | nezúčastnila se | nezúčastnila se |
| Celkové umístění | Celkové umístění | nkl.            | –               | –               | 48.             | –               |                 |                 | 72 %            |
| Celkové umístění | Celkové umístění | 9 bodů (88.)    |                 |                 |                 | –               |                 |                 | 72 %            |

### Juniorská mistrovství
| Sezóna  | D   | Místo      | SP  | SZ  | IZ  | ŠT | Věk    |
| ------- | --- | ---------- | --- | --- | --- | -- | ------ |
| 2007/08 | MSJ | Ruhpolding | 7.  | DNF | 12. | 8. | 19 let |
| 2008/09 | MSJ | Canmore    | 14. | 14. | 12. | 1. | 20 let |